# Bayerische Lagerversorgung
Die BLV – Bayerische Lagerversorgung GmbH & Co. KG war ein Großhandelsunternehmen mit Sitz in München. Sie wurde kurz nach dem Zweiten Weltkrieg gegründet und wurde 1990 an die Metro AG verkauft. Am 27. April 2011 wurde die Firma aus dem Handelsregister gelöscht.

## Geschichte
Die Geschichte der Bayerischen Lagerversorgung GmbH geht auf das Jahr 1947 zurück. Nach dem Zweiten Weltkrieg wurde die Coloniale (Zentralkontor des Bayerischen Sortimentsgroßhandels eGmbH), München gegründet. Sie ging aus dem Einkaufskontor des Großhandels GmbH Nürnberg hervor, das 1928 gegründet wurde. Schon im Jahr 1964 waren der Großteil des bayerischen Großhandels Mitglied im Verband. Im selben Jahr wurde die Tochtergesellschaft BLV – Bayerische Lagerversorgung GmbH & Co. KG ins Leben gerufen. Unter ihr wurden Verbrauchermärkte, Baumärkte, Möbelhäuser und Tankstellen betrieben. 1964 wurde ein Umsatz von über 145 Mio. DM erwirtschaftet. Es gab Zweigniederlassungen in Bamberg, Bayreuth, Kempten, Passau, Regensburg, Amberg, Aschaffenburg, Augsburg, Grafenwöhr, Nürnberg, Offingen, Traunstein, Vilseck und Würzburg.

### Verkauf

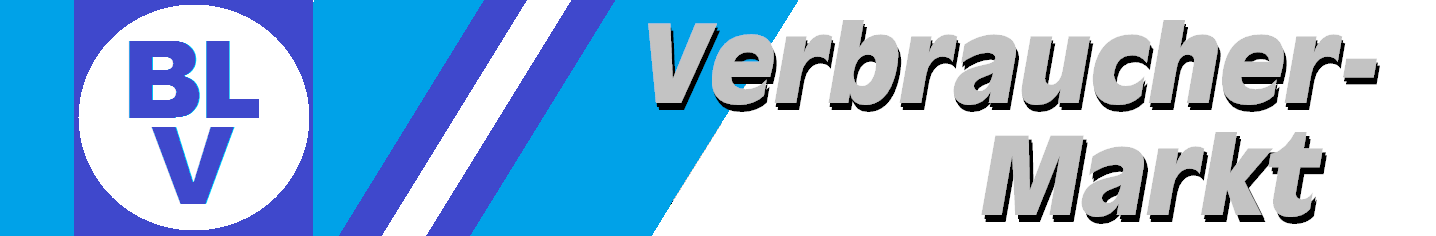
Logo von um 1985

1988 wurde bekannt, dass der Vorgänger der METRO AG, die Asko Deutsche Kaufhaus AG beabsichtigt, sämtliche Unternehmen im Besitz mittelständischer Einzelhändler zu kaufen, um ihren Marktanteilen in den einzelnen Regionen zu stärken. Neben der Hurler-Gruppe, München und der massa AG wollte man auch die BLV – Bayerische Lagerversorgung kaufen. Das Bundeskartellamt stimmte dem Kauf nur unter einer Auflage zu. Die Asko Deutsche Kaufhaus AG musste vom Kauf eines Großmarktes in München absehen. Die Asko Deutsche Kaufhaus AG stimmte den Bedingungen zu und kaufte 1990 das Unternehmen. Die BLV wurde in die von der Asko Deutsche Kaufhaus AG und dessen Partner Deutsche SB-Kauf AG gegründeten Tochtergesellschaft MHB Handels AG eingegliedert. Der Sitz der Firma wurde nach Düsseldorf verlegt. 1991 wurden dann fast alle BLV-Verbrauchermärkte in Meister-Verbrauchermärkte umgeflaggt, die BLV-Baumärkte nach und nach in Praktiker-Baumärkten umgeflaggt. Damit wollte man zumindest in Bayern ein einheitliches Filialnetz aufbauen.

### Auflösung
1996 wurde bekannt, dass die Asko Deutsche Kaufhaus AG, die Deutsche SB-Kauf AG sowie die Kaufhof Holding AG sich zu einem Konzern, der METRO AG, zusammenschließen wollen. Damit war die größte Verschmelzung in der Deutschen Unternehmensgeschichte besiegelt. Durch die Verschmelzung entstanden auch neue Vertriebslinien, die real,- SB-Warenhaus GmbH und die extra Verbrauchermärkte GmbH. Die Marke BLV verschwand endgültig.